# Fortuna de Minas
Fortuna de Minas là một đô thị thuộc bang Minas Gerais, Brasil. Đô thị này có diện tích 198,07 km², dân số năm 2007 là 2454 người, mật độ 12,9 người/km².